# Anna Schlatter-Bernet

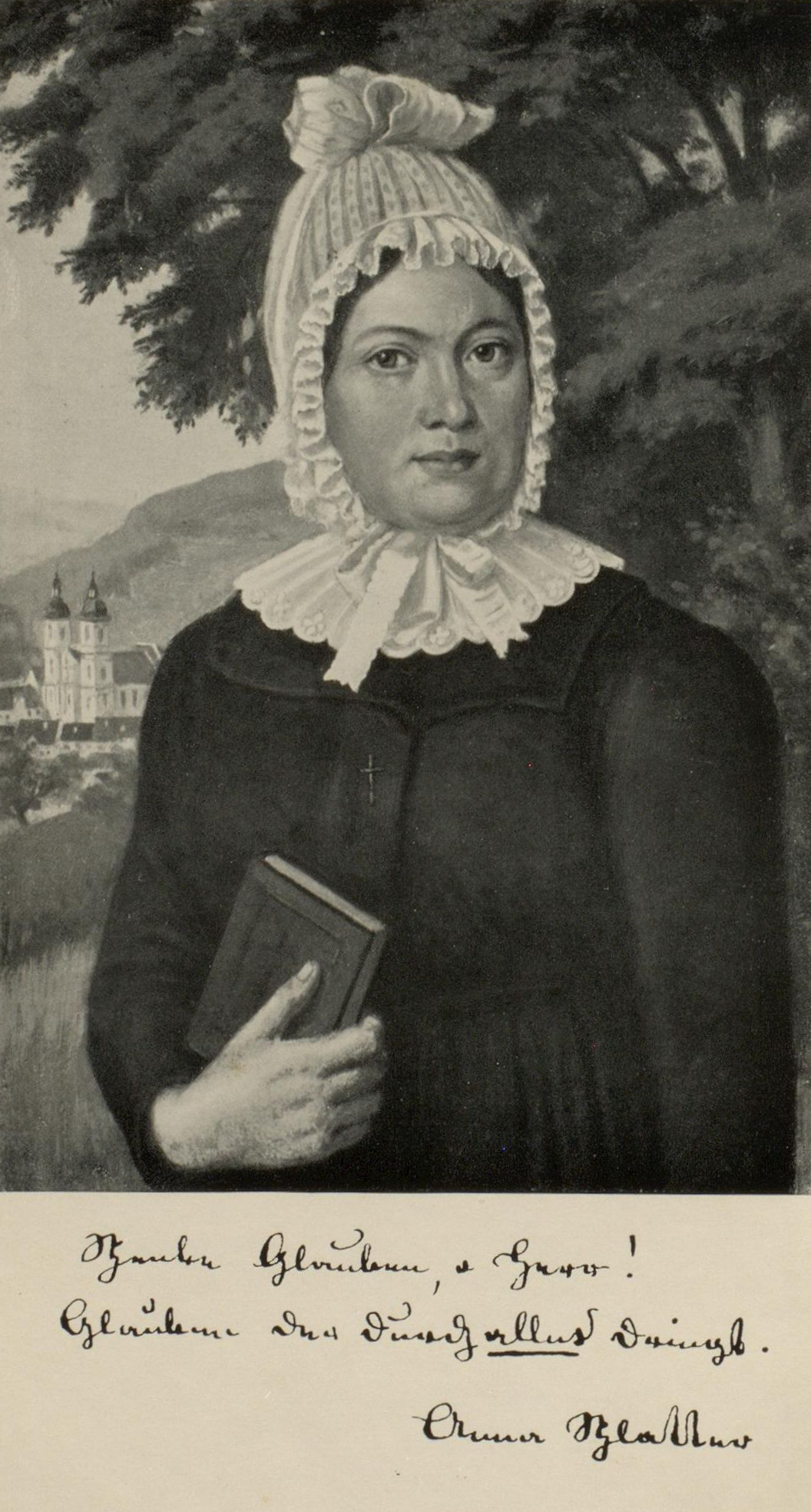
Anna Schlatter

Anna Schlatter, geb. Bernet (* 5. November 1773 in St. Gallen; † 25. Februar 1826 ebenda) war eine Schweizer Laientheologin und Autorin. Sie spielte eine bedeutende Rolle in der Erweckungsbewegung. 

## Leben
Anna Bernet stammte aus einer einflussreichen St. Galler Familie. Ihr Großvater Hans Kaspar Bernet war von 1752 bis 1764 regierender Bürgermeister; ihr Vater war der Fabrikant und Ratsherr Caspar Bernet (1735–1800). Sie heiratete 1794 den kürzlich verwitweten Kaufmann Hector Schlatter, mit dem sie 13 Kinder hatte und den sie als tüchtige Geschäftsfrau unterstützte. Von Johann Kaspar Lavater geprägt, entwickelte sie daneben eine umfassende karitative Tätigkeit im Sinne der Erweckungsbewegung. Sie gründete den ersten Frauenverein in St. Gallen und knüpfte durch Briefe sowie ihre Gastfreundschaft und gelegentliche Reisen ein ausgedehntes Kommunikationsnetz. Sie korrespondierte nicht nur mit Persönlichkeiten der Erweckungsbewegung wie Johann Heinrich Jung-Stilling, Juliane von Krüdener und Christian Friedrich Spittler sowie der Herzogin Henriette von Württemberg, sondern auch mit liberalen Theologen wie Friedrich Schleiermacher und Wilhelm Martin Leberecht de Wette. Ihre überkonfessionelle Weite wird auch in den engen Beziehungen zur katholischen Allgäuer Erweckungsbewegung sichtbar, z. B. zu Johannes Goßner und Martin Boos. Diesen versuchte sie in Briefen an zwei für seine Gefangenschaft in Linz mitverantwortliche Domherren zu unterstützen. Ihre Aussagen zeigten behutsam Unterschiede gegenüber einer engen konfessionellen Haltung. So, wenn sie ihre eigene Haltung erläuterte:
Ich machte „mir’s von jeher zur Pflicht, Katholiken wie Protestanten, mit Rat, Hülfe und Trost zu dienen, wo ich konnte, ohne zu fragen: Zu welcher Kirche gehörst du? Nur, was bedarfst du? Und kann ich helfen?“
Außerdem spielte sie auf die inquisitorische Außerachtlassung des Briefgeheimnisses durch das kirchliche Gericht in Linz an:
„In einem freien Lande und bei einer Kirche geboren und erzogen, wo von Gewissenszwang, Correspondenz und deren Untersuchung nie die Rede ist, hatte ich keine Idee, daß meine Briefe einst in andere, als meines väterlichen Freundes Hände, kommen könnten.“
Der katholische Moraltheologe und spätere Bischof Johann Michael Sailer verbrachte mehrfach seinen Urlaub in ihrem Haus.
Neben zahlreichen Briefen schrieb Anna Schlatter auch biblische Betrachtungen Gedichte und Kirchenlieder sowie einen Eheratgeber für ihre Töchter. Die meisten Werke wurden erst nach ihrem Tode von ihrem Schwiegersohn Franz Ludwig Zahn und ihrem Enkel Franz Michael Zahn herausgegeben. Zu ihren Enkeln gehörten ferner der Hallenser ev.-reformierte Domprediger Adolph Zahn und die Neutestamentler Theodor Zahn sowie Adolf Schlatter, der Pädagoge Johannes Zahn und die Schriftstellerin Dora Schlatter.

## Schriften
- Anna Schlatter’s Schriftlicher Nachlaß / für ihre Angehörigen u. Freunde hrsg. von Franz Ludwig Zahn. Meurs : Rheinische Schulbuchhandlung, 1835.

Bd. 1: Gedichte.
Bd. 2: Kleinere Aufsätze.
- Anna Schlatter’s Leben und Nachlass. Herausgegeben v. Franz Michael Zahn.

Bd. 1: Leben und Briefe an ihre Kinder. Elberfeld [1864] Digitalisat.
Bd. 2: Briefe an ihre Freunde. Bremen: Valett, 1865.
Bd. 3: Gedichte und kleinere Aufsätze. Bremen: Valett, 1865 Digitalisat.
- Anna Schlatter’s Ehestandsbuechlein : Eine Festgabe für Braut- und Eheleute. Elberfeld 1868.
- Frauenbriefe / von Anna Schlatter, Wilhelmine von der Heydt und Kleophea Zahn. Herausgegeben von Adolph Zahn. Halle, Fricke, 1862 (3. Aufl. 1875)
- Ewigkeit in die Zeit leuchte hell herein! Aus ihren Briefen. Zürich : Gotthelf, 1951.
- Anna Schlatters Reisebericht zu Zentren der Erweckung. Beobachtungen einer Schweizerin in Deutschland. In: Martin H. Jung: Nachfolger, Visionärinnen, Kirchenkritiker. Theologie- und frömmigkeitsgeschichtliche Studien zum Pietismus. Leipzig 2003, S. 219–264.

## Einzelbelege
1. ↑   Zwei Ausschnitte aus einem Brief vom 1. Aug. 1815. Siehe Johannes Goßner (Hrsg.): Martin Boos, der Prediger der Gerechtigkeit, die vor Gott gilt. Seine Selbstbiographie, neu hg. von Franz Graf-Stuhlhofer. Verlag für Kultur und Wissenschaft, Bonn 2012, S. 368 f.

| Personendaten    | Personendaten                                                         |
| ---------------- | --------------------------------------------------------------------- |
| NAME             | Schlatter-Bernet, Anna                                                |
| ALTERNATIVNAMEN  | Anna Schlatter; Anna Bernet (Geburtsname)                             |
| KURZBESCHREIBUNG | Schweizer Laientheologin und Autorin, Führerin der Erweckungsbewegung |
| GEBURTSDATUM     | 5. November 1773                                                      |
| GEBURTSORT       | St. Gallen                                                            |
| STERBEDATUM      | 25. Februar 1826                                                      |
| STERBEORT        | St. Gallen                                                            |